# Márkus család
Márkus vagy Márkuss család Bars vármegyei és Verebélyi széki érseki nemesi család. A családnév valószínűleg személynévi eredetű lehet.
Az 1570-es oszmán esztergomi szandzsák adóösszeírásában Szántón Tamás, fia János és István, Verebélyen Márton és fia Bálint, Mihály és testvérei János és István, Martoson Balázs és fia Pál, Kirván Mátyás és fia János, Csiffáron András és fia Gáborján, Nagymányán András, Bajnán István és fia Lőrinc, Nagyhinden Benedek és fia Lőrinc szerepeltek. 1590-ben Markuss Andrást és feleségét Hutka Dorottyát említik Kemefölde alias Gyárfás prédiummal kapcsolatban. Ozorai József Zsitvagyarmaton talált egyházi nemesi családot.
Nagy Iván szerint a több Márkus nevű család közül Markuss János 1690. julius 23-án I. Lipót magyar királytól címeres nemeslevelet kapott, amit 1691-ben Bars vármegye valószínűleg oszlányi közgyűlésén kihirdettetett. Utódait Bihar vármegyében jelölte meg, s az eredeti nemeslevél ma Bihar vármegye levéltárában található. Bihar vármegyében Reiszig Ede szerint a háromszéki Márkusfalvi Márkus család birtokolt. Márkus János fia János nagyszalontai lakos volt, s az eredeti armálist 1725-ben nemességigazolás céljából, 1755-ben pedig ugyanott Mihály előmutatta.
1699-ben Márkus Pál Zsitvagyarmaton kapott birtokadományt Kollonich Lipót érsektől, illetve Nemesdicskén is szerepelt. 1699-ben a nemespanni Közép Osztályra kapott adományba Sándor György helyett Molnár Jánost írták be, mivel neki volt öröksége benne, s a gyerekek Molnár Jánost Márkusnak nevezték el. A 18. század elején Márkus Pál volt adományos Zsitvagyarmaton. Ebben az időben Kisteld, Munkád és Széplak prédiumok miatt Márkus Pál vizsgáltatta Vass Miklós ezen birtokokra szerzett adományát, hasonlóan Akocz és Gyárfás prédiumok körül Márkus István lánya Katalin (ifj. Hamar Andrásné), testvére Pál (bemutatván verebélyi Márkus András vallomását) és Márkus Ilona (Tar Gergelyné) pereskedtek. 1714-ben Márkus Pál pereskedett Pap alias Marconidts Istvánnal. 1719-ben Márkus Pál és felesége Gál Judit pereskedett ifj. Huszár Mihállyal. 1720 körül Márkus Pál verekedett. 1728 októberében Zsitvagyarmaton Márkus István állítólag megverte Huszár István feleségét Molnár Erzsébetet, aki a nagyszombati Simon és Júdás napi vásárból hazatérve kendert hozva tért be hozzá. 1736-ban vizsgálták néhai Márkus Pál gyarmati birtokait. 1752-ben Márkus Pál káplár volt Csáky Miklós érsek beiktatására felvonuló bandériumban. 1785-ben vizsgálták Zsitvagyarmaton néhai Márkus Pál kocsma és mészárszék árendabeli adósságát. 1797-ben Márkus Pál és József özvegyeit említik Zsitvagyarmaton. Pál özvegye 1 lovast volt köteles kiállítani az inszurrekcióra.
1810-ben Márkus László felvett 1200 forintot sógorától Szombath Jánostól. 1821-ben Meszár Ferenc a Márkus örökségből származó gyarmati birtokairól megegyezett Márkus Lászlóval.
Címerük a Bihar vármegyei nemeslevél szerint álló katonai pajzs, égszínkék színű, alját zöld mező foglalja el, melyre arany korona van helyezve. A koronából vörös ruhába bújtatott emberi jobb kar könyöktől emelkedik és markában szablyát tart. A pajzsra rostélyos vagy nyílt katonai sisak támaszkodik királyi koronával, ebből természetesen ábrázolt fekete egyfejű sas kitárt szárnyakkal, tátott csőrrel, széttárt farktollakkal díszíti. A sisak tetejéről vagy csúcsáról innen sárga és tengerkék, onnan pedig fehér és vörös sisaktakarók omlanak alá.

## Neves családtagok

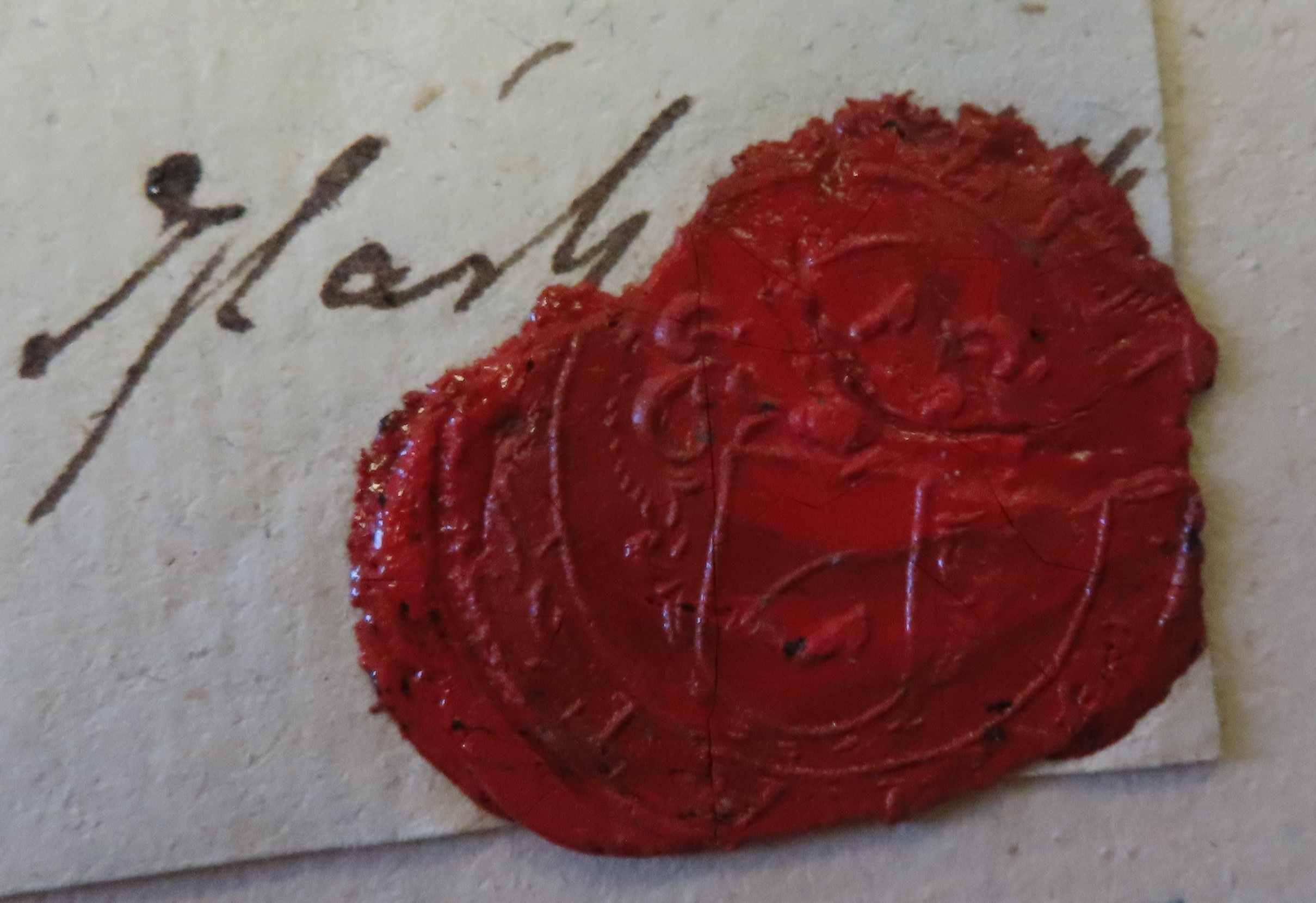
Márkus László pecsétje 1821-ből

- 1620-ban Márkus Pál a verebélyi szék szolgabírója volt valószínűleg Zsitvagyarmaton[23]
- 1771-ben és 1772-ben Márkus Pál a verebélyi szék esküdtje volt[24]
- 1782-ben Márkus Pál a verebélyi szék adószedője (perceptor) volt[25]
- A háromszéki Márkusfalvi Márkus családhoz kötött 1848-as tisztek életrajzai ismertek.[26]